# John Kincade
John Kincade (* 25. Juni 1946 in Southport, Merseyside, England, eigentlich John Knowles) ist ein britischer Popsänger, der in den 1970er Jahren erfolgreich war.

## Leben und Wirken
In den 1960er Jahren begann er in London als Schlagersänger. Bei einer Tour durch Spanien, wo er für eine einheimische Hotelkette in Touristenorten auftrat, wurde ein Mitarbeiter des damals erfolgreichen Recordlabels „Penny Farthing“ auf ihn aufmerksam.
Die unter dem Namen „Kincade“ im November 1972 veröffentlichte Hitsingle Dreams Are Ten a Penny (DE Platz 2) wurde entgegen weit verbreiteter Meinung nicht von John Kincade gesungen, obwohl er auf dem Cover der Single abgebildet ist. „Kincade“ war ein von dem Sänger, Songschreiber und Produzenten John Carter konzipiertes Studioprojekt, Dreams Are Ten A Penny wurde von John Carter selbst gesungen. Als der Song in Europa ein Hit wurde, suchte das Team, zu dem auch Produzent Larry Page gehörte, lediglich einen Darsteller für Bühnen- und Fernsehauftritte. Da Knowles jedoch eine Sängerkarriere anstrebte und seine Songs auch selbst singen wollte, lehnte er das Angebot ab. Die bei Penny Farthing als „Octopus“ unter Vertrag stehenden Musiker Paul und Nigel Griggs sowie Rick Williams übernahmen schließlich bei allen unter der Bezeichnung „Kincade“ veröffentlichten Singles den Job. Knowles nahm als John Kincade aber eine selbst gesungene, deutsche Version mit dem Titel Jenny, Jenny (Dreams Are Ten a Penny) auf, mit der er in Dieter Thomas Hecks ZDF-Hitparade den zweiten Platz belegte.
Larry Page und John Carter produzierten ab August 1973 für John Kincade auch eine Reihe ähnlich klingender Hits, unter anderem eine Version des Kalin-Twins-Songs When, die wie auch die Schallplatten der „Gruppe“ Kincade in Deutschland von Bellaphon vertrieben wurden. Angesichts seines Erfolges in Deutschland verlegte John Kincade seinen Wohnsitz dahin. 1976 zog sich Knowles zunächst ganz aus dem Musikgeschäft zurück und ging nach Schweden. Dort betreibt er eine Schule für Popgesang.
Mit dem seit Beginn der 1990er Jahre aufkommenden „Seventies – Revival“ kam auch der heute in Schweden lebende John Kincade wieder nach Deutschland und konnte einige alte Hits neu auflegen. Zu seinem Repertoire bei Oldie-Veranstaltungen gehört heute auch die englische Originalversion von Dreams Are Ten a Penny.

## Diskografie

### Alben
- 1974: One of Those Dreams
- 1975: Like a Lover
- 1989: The Best of Kincade (Repertoire Records)
- 1994: The Best Of ...
- 1998: The Singles And More
- 2005: Pop Masters
- 2011: The Best Of ...
- The Golden Hits Of ... ?
- Hit-Collection (CD 154.126)

### Singles
| Jahr | Titel                                 | Höchstplatzierung, Gesamtwochen, AuszeichnungChartplatzierungen (Jahr, Titel, Platzierungen, Wochen, Auszeichnungen, Anmerkungen) | Höchstplatzierung, Gesamtwochen, AuszeichnungChartplatzierungen (Jahr, Titel, Platzierungen, Wochen, Auszeichnungen, Anmerkungen) | Anmerkungen                    |
| Jahr | Titel                                 | DE | AT | Anmerkungen                    |
| ---- | ------------------------------------- | --- | --- | ------------------------------ |
| 1973 | Shine On Me Woman One of Those Dreams | DE18 (20 Wo.)DE | — |                                |
| 1974 | Till I Kissed You One of Those Dreams | DE12 (20 Wo.)DE | AT4 (12 Wo.)AT | B-Seite: Pie In The Sky        |
| 1974 | When                                  | DE10 (24 Wo.)DE | AT5 (12 Wo.)AT | B-Seite: Anyway I’m Happy      |
| 1975 | Jenny Gotta Dance                     | DE45 (3 Wo.)DE | — |                                |
| 1975 | Love Her Like a Lover Like a Lover    | DE43 (1 Wo.)DE | — | B-Seite: We've Got It Together |
| 1976 | Pied Piper                            | DE46 (2 Wo.)DE | — | B-Seite: Funky Love            |

Weitere Singles
- 1973: Jenny, Jenny (Dreams Are Ten a Penny) – Fährt ein Zug durch die Nacht
- 1973: Hell Wie Die Sonne / Von heute auf morgen
- 1974: Seit Ich Dich Küsste / Komm und verzeih
- 1974: Wenn / Der Grund bist Du
- 1976: Weaving In And Out Of My Life / Just A Little Bit
- 1977: Thank God Your Love Don't Cost Money / When You Know How You Feel
- 1978: Give A Little, Take A Little / Magic
- 1979: 21 / It Should Have Been Easy
- 1980: Love Breakdown / New Kind Of Band
- 1981: Super Slick / Ragabonds
- 2005: L.A. Hope feat. Kincade – Dreams Are Ten A Penny (Jenny Jenny)[3]